# Alexander Meyer (Jurist)
Alexander Meyer (* 1974) ist ein deutscher Jurist, der seit dem 26. August 2020, als Nachfolger von Benjamin Limbach, Direktor der Fachhochschule für Rechtspflege in Bad Münstereifel ist.

## Leben
Meyer trat 2004 in den richterlichen Dienst ein. Im Mai 2008 wurde er zum Richter am Landgericht Aachen ernannt. Von Dezember 2012 an wurde er vier Jahre zum Justizministerium NRW abgeordnet, wo er Leiter des Haushaltsreferates war. Meyer wurde im Februar 2015 zum Richter am Oberlandesgericht Köln ernannt, wo er einem Zivilsenat angehörte. Dort leitete er zunächst das Dezernat für Informationstechnologie, Datenschutz und Informationssicherheit und ab Januar 2019 das Dezernat für richterliche Personalangelegenheiten und die Fortbildungsangelegenheiten.
Meyer ist verheiratet und hat ein Kind.